# Бело одело
Бело одело је српски филм снимљен 1999. године у режији Лазара Ристовског. Главне улоге тумаче Лазар Ристовски, Радмила Шогољева и Драган Николић.
Филм је био српски кандидат за Оскара, за најбољи филм ван енглеског говорног подручја за 1999. годину.
Југословенска кинотека у сарадњи са А1 и Зилион филмом је дигитално обновила филм.
Свечана премијера је одржана 1. марта 2023. године.

## Радња
Симпатични и помало смушени заставник прве класе Саво Тиодоровић, иначе нежења, стар 45 година, песник за своју душу, који чита класике и сања о глумачкој каријери добија телеграм да му је умрла мајка. На путу до куће у возу среће многе занимљиве личности, а између осталих и жену свог живота. Заплет настаје кад схвати да она на неки начин припада другом...
Када од брата близанца добије телеграм - вест да им је мајка умрла и да "обавезно понесе оно Бело одело које му је поклонио" - потресени Саво укрцава се на први воз и креће на сахрану. Међутим, то није обични воз већ онај којег вуче локомотива на угаљ, а његови сапутници на дугом путовању су трагикомични ликови: пијанци, војници-забушанти, проститутке, попови, сељак који одлази уписати сина на факултет, машиновођа који обожава ватромете...
Уз безброј других, чудних догодовштина, у возу се Саво упознаје и заљубљује у плавушу Кармен, руску барску забављачицу која путује у друштву импотентног и љубоморног макроа од ког жели побећи...
Ликови у филму – без обзира којем социјалном, образовном или културном наслеђу припадају – имају свест о себи и допуштају себи да размишљају о великим темама као што су живот сам по себи, љубав, опстанак, постојање, смрт, вечити круг, пролазност и несавршена природа људског рода. Они се не боје да покажу своја права осећања и своје право лице. Главни јунак иде и један корак даље: он се ни смрти не боји.

## Улоге
| Глумац                   | Улога                 |
| ------------------------ | --------------------- |
| Лазар Ристовски          | Саво/Вуко Тиодоровић  |
| Радмила Шогољева         | Кармен                |
| Драган Николић           | Макро                 |
| Велимир Бата Живојиновић | Господин              |
| Данило Бата Стојковић    | Свештеник             |
| Богдан Диклић            | машиновођа            |
| Бранимир Брстина         | сељак                 |
| Никола Којо              | алкохоличар 1         |
| Зоран Цвијановић         | алкохоличар 2         |
| Слободан Нинковић        | кондуктер             |
| Небојша Миловановић      | Крстић                |
| Андреј Шепетковски       | момак са наочалама    |
| Јован Ристовски          | алкохоличар 3         |
| Радош Бајић              | власник стриптиз-бара |
| Бојана Маљевић           | проститутка 1         |
| Катарина Гојковић        | проститутка 2         |
| Даница Ристовски         | Бициклисткиња         |

## Награде
- Врњачка Бања: Специјална награда за сценарио